# Livezi, Bacău
Livezi este satul de reședință al comunei cu același nume din județul Bacău, Moldova, România. Satul s-a format în 1968 prin contopirea fostelor sate Livezi-Vale (fost Valea Rea-Sat) și Livezi-Deal (fost Valea Rea-Târg sau Târgul Valea Rea).